# Uaral
Uaral fue un dúo chileno de folk, depressive black metal, doom metal formada en 1996.

## Historia
"Uaral es la consecuencia  lógica de la necesidad de expresión musical, plasmada en la vivencia personal, familiar y en nuestro campo chileno". Es así como Uaral autodenomina su música.
Según ellos, el nombre se debe que cuando pequeños, se perdieron en el cerro, y como en Curicó las lluvias son bastante fuertes, decidieron usar un atajo bajo un manzanal. En el camino se encontraron con un hombre anciano con una guitarra barroca, que tenía tatuado en el instrumento el nombre "Uaral". Fue iniciando una amistad entre ellos, se compartían penurias y tristezas, además de la sacrificada vida del campo. Con el tiempo, el hombre llegó a ser su
mentor en la guitarra, canto y poesía, donde les enseñó a manifestar todos sus sentimientos en estos tipos de arte, hasta que finalmente murió.
La banda ha permanecido en el anonimato, y las únicas muestras de su existencia son sus discos lanzados por Octagon Music Group en Chile, y por Lost Horizon Records en el extranjero. La banda señala que solo hace presentaciones en el ambiente familiar y que nunca la haría fuera de esta. La banda se comunica de forma poética en todas sus entrevistas, y declara que sus principales influencias son la naturaleza, como la Cordillera de los Andes, la lluvia, y el campo. La banda declara que nunca aceptarían a ningún músico más en su banda, defendiéndose al decir que si agregan a alguien, esta no sabría todo lo que ellos han vivido, y no podría expresarlo mediante la música.
A pesar de su anonimato, la banda es reconocida mundialmente. Incluso su página de Myspace no fue creada por ellos, sino por fanes rusos.

## Miembros
- Aciago  - todos los Instrumentos
- Ariel Emilio Bustamante (Caudal, Ariel Carrasco)- voz

## Discografía

### Álbumes de estudio
- Sounds of Pain... (2005)
- Lamentos a Poema Muerto (2007)